# Svíčková

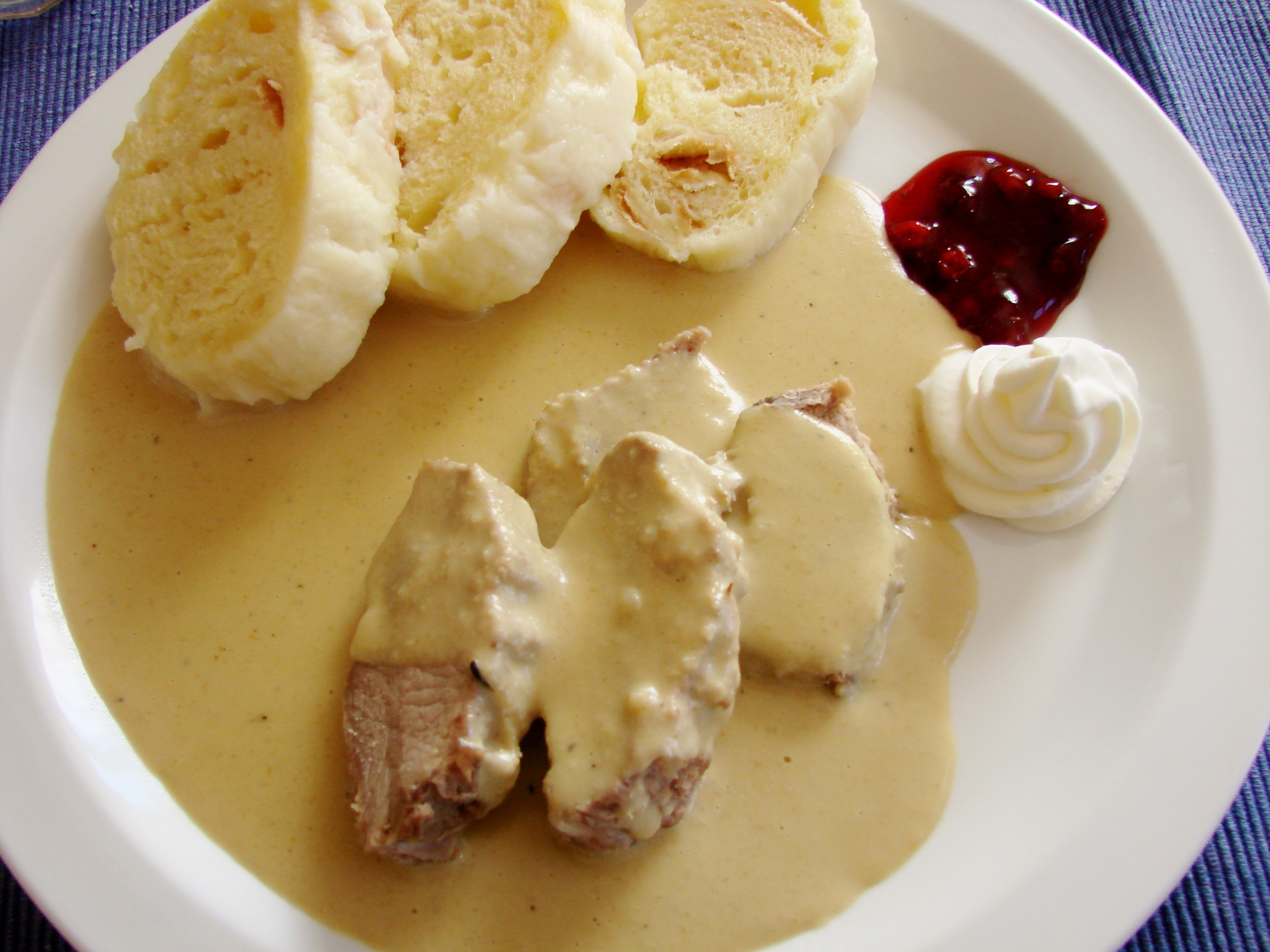
Contrafilé ao creme de leite servido com knödel (knedlíky em checo), chantili e oxicoco.

Svíčková, ou svíčková na smetaně (contrafilé com molho a base de creme de leite), é um dos pratos típicos mais populares da República Checa. É composto de contrafilé, preparado com legumes (cenoura, salsa, aipo-rábano e cebola), temperado com pimenta do reino, folha de louro e timiano, e cozinhado com nata. É geralmente servido com houskové knedlíky (ou knödel de pão).

## Variedades
A Svíčková na smetaně é geralmente servida com cobertura de creme de leite (smetana), molho de oxicoco e fatias de limão em muitos restaurantes da República Checa.
Imigrantes boêmios, que foram aos Estados Unidos devido à Primeira Guerra Mundial, tem passado uma antiga variação do prato para gerações mais novas, enquanto que gostos regionais e a disponibilidade de produtos tem influenciado na sua preparação. A svíčková feita em Chicago, por exemplo, raramente inclui legumes em sua receita, mas ao invés disso, marina-se a carne à base de vinagre, junto a pimenta-da-jamaica e folhas de louro.